# Canaã
Canaã is een gemeente in de Braziliaanse deelstaat Minas Gerais. De gemeente telt 4.795 inwoners (schatting 2009).

## Aangrenzende gemeenten
De gemeente grenst aan Araponga, Ervália, Jequeri, Pedra do Anta en São Miguel do Anta.